# Груз в Кейптаун
«Груз в Кейптаун» (англ. Cargo to Capetown) — приключенческая мелодрама с элементами фильма нуар режиссёра Эрла Макэвоя, которая вышла на экраны в 1950 году.
Фильм рассказывает о морском капитане Стиве Конуэе (Джон Айрленд) и его друге старшем механике Джонни Флинне (Бродерик Кроуфорд), которые ведут старый танкер с нефтью в Кейптаун. Трудности во время плавания усугубляются тем, что на борту оказывается невеста Джонни (Эллен Дрю), у которой когда-то был со Стивом роман.
Это был второй совместный фильм Кроуфорда и Айрленда после их успеха в оскароносном фильме «Вся королевская рать» (1949). Несмотря на высококлассный актёрский состав и увлекательный сюжет, фильм вызвал сдержанный интерес со стороны критики.

## Сюжет
В портовом городе Палембанг на острове Суматра опытный моряк Стив Конуэй (Джон Айрленд) получил, наконец, лицензию капитана и теперь ищет корабль, чтобы начать работу в новой должности. Судовладельцы, однако, не хотят брать Стива на работу ввиду отсутствия у него достаточного опыта руководства кораблём, и Стив проводит время в порту вместе со знакомым местным мальчиком Риком (Роберт Эспиноза), который боготворит Стива. Наконец, бизнесмен по имени Сингх (Леонард Стронг) предлагает Стиву стать капитаном нефтяного танкера «Мокара», от работы на котором отказались более опытные капитаны из-за большой изношенности судна, а также из-за приближающегося вскоре тайфуна. Так как «Мокара» должна отплыть немедленно, Сингх соглашается взять Стива капитаном при условии, что тот быстро наберёт команду и найдёт сильного старшего механика. В одном из портовых кабаков Стив обсуждает ситуацию со своим старым товарищем, опытным механиком Джонни Филаном (Бродерик Кроуфорд), который заявляет, что решил осесть на берегу и жениться на Китти Меллар (Эллен Дрю). Когда Джонни знакомит Стива с Китти, он не замечает, как те обмениваются взглядами, по которым становится ясно, что раньше между ними что-то было. После быстрого ухода Китти Джонни помогает Стиву быстро набрать команду, организовав массовую драку пьяных моряков. Когда их забирают в полицейский участок, Стив через знакомого судью договаривается выпустить на поруки тех моряков, которые согласятся плыть с ним на «Мокаре». Стив очень хочет заполучить в качестве старшего механика Джонни, и потому напаивает его до бесчувственного состояния, затаскивает на борт «Мокары» и укладывает спать в каюте. На берегу Стив трогательно прощается с Риком, который очень хочет отправиться в плавание вместе с ним, и в конце концов Стив уступает и берёт мальчика на борт юнгой. В поисках Джонни на борт корабля поднимается также Китти, которая, увидев пьяного спящего жениха, проходит в каюту Стива. Уже после отплытия корабля Стив заходит в свою каюту, где видит Китти с пистолетом в руке. Угрожая оружием, она требует немедленно высадить её и Джонни на сопровождающее их лоцманское судно, однако Стив говорит, что это невозможно, так как он выходит в море без лоцмана. Воспользовавшись моментом, он отнимает у Китти пистолет, обнаруживая, что он не заряжен. Стив крайне заинтересован в Джонни, поскольку только он способен обеспечить работу обветшалого корабельного двигателя, и потому он запугивает Китти, угрожая сдать её кейптаунской полиции в случае, если она не поможет ему уговорить Джонни принять на себя обязанности старшего механика. Проснувшись и протрезвев, Джонни понимает, что оказался в море. Сначала он гневно набрасывается на Стива, обвиняя его в коварстве, но затем под влиянием Китти быстро смягчается и приступает к привычным для себя обязанностям в машинном отделении.
Вскоре начинается буря, нещадно болтая старый танкер на волнах и заливая водой. Вся команда под руководством капитана усердно работает. При этом Стив вынужден спасать Китти, которая, заскучав в каюте, решила навестить Джонни в машинном отделении, и её едва не смыло волной. Тем временем в машинное отделение начинает поступать вода, и Джонни героически ныряет под вращающийся вал, чтобы прочистить сток и выпустить воду. Тем временем, уставший Стив приходит в свою каюту, чтобы отдохнуть двадцать минут, отправляя Рика за кофе. Когда мальчик выходит на палубу, оторвавшиеся металлические бочки сбивают и придавливают его. Заметив это, Китти с помощью Стива спасает Рика и переносит его в каюту, где мальчику оказывают первую помощь. Видя тяжёлое состояние Рика, Стив связывается с врачом на ближайшем корабле, который телеграммой даёт свои советы по уходу за больным, добавляя, что Рику необходима срочная операция. Стив даёт указание старшему помощнику изменить курс и идти в ближайший порт на Мадагаскаре, несмотря на предупреждение старпома, что из-за такого изменения курса они не успеют в Кейптаун в установленные сроки, в результате чего Стив лишится работы. Однако капитан настаивает на своём решении. Подслушав этот разговор, Рик, который не хочет, чтобы из-за него у Стива были проблемы, тайком выбирается из каюты и пытается выброситься за борт. В последний момент Китти останавливает его и вместе со Стивом укладывает обратно в кровать. Однако организм мальчика не выдерживает, и вскоре он умирает.
Некоторое время спустя море успокаивается. Произошедшее событие с Риком сближает Стива и Китти, и вскоре он возвращает ей отобранный пистолет. Тем временем один их моряков рассказывает Джонни, как Стив обманным путём завлёк его на «Мокару». Стив подтверждает этот рассказ, объясняя свой поступок тем, что хотел спасти друга от той семейной жизни, которая не для него. Он также признаётся, что использовал Китти, чтобы оставить Джонни на корабле. Вечером Китти, видя взволнованное состояние Джонни, предлагает ему просить Стива как капитана поженить их прямо завтра на борту корабля. Однако Джонни отказывается, так как не хочет, чтобы Стив был тем человеком, который их поженит. На следующий день во время текущих работ один из моряков поскальзывается и падает в цистерну с нефтью. Стив решительно спускается в нефтехранилище и пытается достать моряка, в этот момент другой моряк Рис (Тед де Корсия), который затаил злобу на Стива, пытается столкнуть его в цистерну. Заметив это, Стив приказывает ему немедленно подняться наверх, а затем в одиночку спасает упавшего моряка. После того, как Стив сажает Риса под замок до Кейптауна, тот из мести рассказывает Джонни, что у Стива и Китти раньше был роман. После этого Джонни резко сбавляет ход корабля и не отвечает на обращения Стива по внутренней связи. Когда Стив спускается в машинное отделение, то видит неподвижного Джонни, который вдруг неожиданно набрасывается на него. Начинается драка, в ходе которой капитан одерживает верх. Когда оба успокаиваются, Стив подтверждает, что когда-то у него был роман с Китти, однако сейчас между ними ничего нет. Джонни требует, чтобы в подтверждение своих слов Стив поженил бы его и Китти на следующий день. Вечером Стив тоскливо прогуливается по палубе, где его видит Китти, некоторое время спустя заходя к нему в каюту. Она говорит, что ей нравится Джонни, но она его не любит, а любит Стива. Однако Стив не может изменить слову, данному другу, и говорит, что завтра поженит её и Джонни.
На следующий день Стив объявляет Джонни и Китти мужем и женой. В этот момент в двух цистернах с нефтью раздаются взрывы, после чего на корабле возникает задымление и начинается пожар. Так как пламя не удаётся погасить снаружи, Стив и Джонни надевают огнезащитные костюмы и спускаются в трюм, открывают краны и с помощью мощного напора струи тушат пламя. Стив выбирается наружу, однако Джонни теряет сознание и падает в трюме. Стив бросается ему на помощь и спасает друга. Корабль входит в гавань Кейптауна. Придя в себя, Джонни благодарит Стива, после чего заявляет, что не представляет себя без моря и не сможет быть счастлив в семейной жизни, и потому отказывается от брака с Китти. Увидев на палубе Китти, Стив просит у неё прощения, что отпустил её когда-то, а затем заявляет, что любил её всегда. Они обнимают и целуют друг друга.

## В ролях
- Бродерик Кроуфорд — Джонни Филан
- Эллен Дрю — Китти Меллар
- Джон Айрленд — Стив Конуэй
- Эдгар Бьюкенен — Сэм Беннетт
- Тед де Корсия — Рис
- Роберт Эспиноза — Рик
- Леонард Стронг — Сингх

В титрах не указаны
- Стэнли Эндрюс — капитан Ричардс
- Гарри Кординг — смазчик в машинном отделении

## Создатели фильма и исполнители главных ролей
Как пишет современный историк кино Ричард Харланд Смит, режиссёром картины был дебютант в этом качестве Эрл Макэвой, который более десятка лет отработал на студии Metro ассистентом режиссёра на таких фильмах, как «Портрет Дориана Грея» (1945), «Негодяй Баскомб» (1946) и «Это случилось в Бруклине» (1947), прежде чем подписать режиссёрский контракт с Metro-Goldwyn-Mayer. После этого фильма Макэвой поставил всего две картины — «Убийца, запугавший Нью-Йорк» (1950) и «Босоногий почтальон» (1951). Он рано вышел на пенсию и преждевременно умер в 1959 году в возрасте 46 лет.
Продюсер и сценарист фильма Лайонел Хаузер, по информации Смита, родился в 1908 году в Нью-Йорке, закончил Станфордский университет, после чего работал репортёром в газете The New York World Telegram, а по ночам писал романы. Исследование Хаузером криминальной жизни принесло ему работу в качестве сценариста гангстерских фильмов в Голливуде. Несмотря на то, что он зарабатывал 1000 долларов в неделю, он был недоволен своей работой, а также тем, что не мог заняться более качественными проектами. В итоге Хаузер ушёл из киноиндустрии, сел на пароход «Президент Кулидж» и отправился в путешествие на Дальний Восток, во время которого посетил Гонконг, Манилу и Шанхай. По словам Смита, это «морское путешествие явно вдохновило Хаузера на сценарий этого фильма». Однако он не дожил до того, чтобы увидеть фильм на экране. Менее чем за пять месяцев до выхода фильма Хаузер умер от обширного инфаркта 12 ноября 1949 года в возрасте 41 года.
Бродерик Кроуфорд был внуком оперных певцов и сыном эстрадного шоумена и бывшей девушки из труппы «Безумства Зигфелда», которая позднее стала киноактрисой и одной из организаторов Гильдии киноактёров. Кроуфорд бросил Гарвард и отправился служить на нефтяной танкер, затем начал театральную карьеру, в 26-летнем возрасте добившись признания за свою игру в популярном бродвейском спектакле «О мышах и людях» (1937). Перейдя вскоре в Голливуд, Кроуфорд стал получать там много работы, однако «чаще всего ему приходилось играть бандитов и болванов». В частности, он сыграл воинственного телохранителя Марлен Дитрих в «Семи грешниках» (1940), а также преступников как в криминальных фильмах, таких как «Засада» (1939), так и в легковесных комедиях, таких как «Бутч заботится о ребёнке» (1942). Он также сыграл роль «третьего колеса» в романтической мелодраме «Навеки Ваш» (1939), а также ворчливого, но хорошего парня в детективной комедии «Чёрный кот» (1941). Как далее пишет Смит, «после почти десятилетия в кинобизнесе и более чем 30 фильмов Кроуфорд получил вторую роль своей жизни — роли Вилли Старка в фильме Роберта Россена „Вся королевская рать“ (1949), вымышленной истории взлёта и падения политика из Луизианы Хьюи Лонга». За эту роль Кроуфорд получил «Оскар» как лучший актёр, что поможет ему получить ещё одну ударную роль, на этот раз в оскароносной комедии «Рождённая вчера» (1950). В ближайшем будущем Кроуфорда ожидали высокопрофильные главные роли в таких фильмах, как «Мафия» (1951), «Скандальная хроника» (1952), «Человеческое желание» (1954) и «Мошенники» (1955) Федерико Феллини.
Свои самые яркие роли канадский актёр Джон Айрленд сыграл в конце 1940-х годов в таких фильмах, как «Прогулка под солнцем» (1945), «Моя дорогая Клементина» (1946), «Подставили!» (1947), «Грязная сделка» (1948), «Красная река» (1948) и «Я застрелил Джесси Джеймса» (1949). После номинации на «Оскар» за роль второго плана в фильме «Вся королевская рать» (1949), где он играл вместе с Кроуфордом, Айрленд «отказался играть третью скрипку при Кроуфорде и Гленне Форде в тюремной драме „Осуждённый“ (1950), обратившись в Верховный суд с требованием разорвать его контракт со студией Columbia Pictures». В итоге кинокомпания отстранила актёра от работы, в результате чего он потерял главную роль в фильме «М» (1951), римейке классического фильма Фритца Ланга. Потеряв постоянную работу на крупной студии, в 1950-е годы Айрленд много работал на телевидении, а в середине 1960-х годов стал звездой европейского кино. После серии скандалов и финансовых неудач «в 1987 году 73-летний Айрленд потратил 2000 долларов на рекламу на задней обложке журнала „Голливуд Репортер“, опубликовав следующий текст: „Я актёр… Пожалуйста, дайте мне играть“. Этот приём сработал, и Айрленда взяли на смену умершего Лорна Грина в телесериале „Бонанза“, который шёл в следующем году. Айрленд снимался в кино и на телевидении до самой смерти. Он умер от лейкемии в 1992 году в возрасте 78 лет».

## Оценка фильма критикой
Как пишет Смит, «6 апреля 1950 года перед началом демонстрации фильма в кинотеатрах компания Columbia организовала его показ для критиков. Ожидания студии от этой морской мыльной оперы были низкими, и мнение критиков подтвердило это». Так, Босли Краузер в «Нью-Йорк Таймс» назвал фильм «лишь скромным приключением, несмотря на заявку, включающую нефть, любовный треугольник, горячий роман и сталкивающихся самцов. Конечно, во время путешествия есть несколько возбуждающих моментов, среди них пожар в одной из цистерн, а также неистовая драка между старшим механиком Кроуфордом и его приятелем, капитаном Джоном Айрлендом за темноволосую Эллен Дрю, от которой оба в восхищении». Что касается игры основных актёров, то, по мнению обозревателя, она находится на «должном уровне, хотя и не дотягивает до уровня „Оскара“». В целом, по словам Краузера, «путешествие из Палембанга в Кейптаун длится долго, и в ходе него не происходит ничего удивительного».
Как пишет Смит, журнал Variety назвал фильм «посредственным зрелищем, омрачённым чрезмерно сентиментальными пассажами», The Hollywood Citizen News посчитала его «подходящим для юных умов», а Film Daily озвучил мнение меньшинства, сообщив, что фильм предложил «богатое зрелище». При этом, «хотя некоторые критики похвалили Макэвоя за энергичную постановку, большинство из них нашло изъяны в сценарии Хаузера, который был охарактеризован как „рутинный“ и „шаблонный“», и, по словам The Motion Picture Herald, был написан и произведён «с минимумом воображения».
Современные киноведы также были сдержаны в оценках картины. Так, Леонард Молтин написал, что в центре внимания картины находится «мягкий любовный треугольник» на борту грузового судна, где «Кроуфорд и Айрленд борются за Дрю» . Хэл Эриксон отметил, «это не вполне фильм категории В, но и не А тоже».